# Rödbandad solfågel
Rödbandad solfågel (Anthreptes rubritorques) är en fågel i familjen solfåglar inom ordningen tättingar.

## Utseende och läte
Rödbandad solfågel är en liten (8,5–9 cm) medlem av familjen med en kort och endast något nedåtböjd näbb. Den grönglänsande ovansidan kontrasterar med mörka vingar och undersidan är färglös. Hanen har ett diagnostiskt men rätt otydligt rödaktigt bröstband. Honan liknar hanen men har mer olivgrön på huvudet, är gråare under och saknar bröstbandet. Det vittljudande lätet beskrivs i engelsk litteratur som ett "shwerp".

## Utbredning och status
Fågeln förekommer enbart i nordöstra Tanzania (Usambara, Nguru och Ulugurubergen). Den behandlas som monotypisk, det vill säga att den inte delas in i några underarter.

## Status och hot
Delar av fågelns utbredningsområde är skyddade av reservat eller genom deras avlägsenhet. I östra Usambarabergen, det enda där den är vanlig, sker dock omfattande skogsavverkning. Arten tros därför minska i antal och IUCN kategoriserar den därför som sårbar (VU). Beståndet uppskattas till mellan 1500 och 7000 vuxna individer.